# Desa Rakitan (administrativ by i Indonesien, lat -6,67, long 111,52)
Desa Rakitan är en administrativ by i Indonesien.   Den ligger i provinsen Jawa Tengah, i den västra delen av landet, 500 km öster om huvudstaden Jakarta.